# Fedora Media Writer
Fedora Media Writer es una herramienta de código abierto para crear Live USBs de Fedora y de otras distribuciones.

## Características
- Disponible para Linux, Windows y macOS. [1]
- Instalador destructivo: «sobrescribe la distribución de particiones de la unidad, aunque también proporciona una forma de restaurar una distribución de partición única con una partición FAT32».
- Soporte para múltiples distribuciones, tanto de Fedora —entre otros, Workstation, Silverblue, Kinoite y Server— como de otras distribuciones —como openSUSE, Arch Linux o Debian—
- Detectcion automática de todo dispositivo extraíble disponible.
- Creación de almacenamiento persistente, para guardar todos los documentos creados y las modificaciones hechas al sistema
- verificación SHA1 para garantizar la integridad de las imágenes de Fedora antes de crear el Live USB